# Kluki (gmina)
Kluki – gmina wiejska w województwie łódzkim, w powiecie bełchatowskim. W latach 1975–1998 gmina położona była w województwie piotrkowskim.

## Położenie geograficzne
Gmina Kluki jest położona w środkowej Polsce. W część wschodniej należy do makroregionu Wzniesienia Południowomazowieckiego mezoregionu Wysoczyzny Bełchatowskiej, część zachodnia do makroregionu Niziny Południowowielkopolskiej mezoregionu Kotliny Szczercowskiej. W część wschodniej należącej do Wysoczyzny Bełchatowskiej jest najwyżej położony punkt 231,1 m. n. p. m. znajdujący się w pobliżu wschodniej granicy w rejonie Kaszewic, najniższy punkt 168,0 m n. p. m. znajduje się przy granicy zachodniej w dolinie rzeki Widawki. Przez gminę przebiega droga krajowa DK74.

## Struktura powierzchni
Gmina Kluki ma obszar 118,63 km², w tym:
- użytki leśne 49,16%
- użytki rolne 45,45%
- grunty zabudowane i zurbanizowane 3,02%
- grunty pod wodami 1,92%
- pozostałe 0,45%[5]

Gmina stanowi 12,26% powierzchni powiatu bełchatowskiego.

## Demografia
Struktura demograficzna mieszkańców gminy Kluki wg danych z 31 grudnia 2023 r.
| Opis                                | Ogółem | Ogółem | Kobiety | Kobiety | Mężczyźni | Mężczyźni |
| ----------------------------------- | ------ | ------ | ------- | ------- | --------- | --------- |
| Jednostka                           | osób   | %      | osób    | %       | osób      | %         |
| Populacja                           | 4318   | 100    | 2163    | 50,09   | 2155      | 49,91     |
| Wiek przedprodukcyjny (0–17 lat)    | 837    | 19,38  | 412     | 9,54    | 425       | 9,84      |
| Wiek produkcyjny (18–65 lat)        | 2599   | 60,19  | 1188    | 27,51   | 1411      | 32,68     |
| Wiek poprodukcyjny (powyżej 65 lat) | 882    | 20,43  | 563     | 13,04   | 319       | 7,39      |

- Piramida wieku mieszkańców gminy Kluki

## Sołectwa
Cisza, Imielnia, Kaszewice, Kluki, Kuźnica Kaszewska, Nowy Janów, Osina, Parzno, Podwódka, Roździn, Strzyżewice, Ścichawa, Trząs, Wierzchy Kluckie, Zarzecze, Żar, Żelichów

## Wsie niesołeckie
Bożydar, Chmielowiec, Kaszewice-Kolonia, Kawalce, Podścichawa, Podwierzchowiec, Sadulaki, Wierzchy Parzeńskie, Wierzchy Strzyżewskie.

## Osady
Borowiny, Grobla, Huta Strzyżewska, Jeżowizna, Laski, Lesisko, Niwisko, Ojszczywilk, Pólko, Słupia, Smugi, Teofilów, Wierzchowiec, Zagony.

## Sąsiednie gminy
Bełchatów, Kleszczów, Szczerców, Zelów